# Open Geospatial Consortium
Open Geospatial Consortium (OGC; till 2004 Open GIS Consortium) är en internationell standardiseringsorganisation för geospatiala tjänster.
Medlemsorganisationerna i OGC, som är mer än 370, utgörs av privata företag, statliga organisationer och forskningsorganisationer. Inom OGC sker samarbete kring standardisering av bland annat geospatial information och dataformat för geografiska informationssystem.